# 안성 칠장사
칠장사(七長寺)는 대한민국 경기도 안성시 죽산면 칠장리 764에 있는 사찰이다. 대한불교조계종 제2교구 본사인 용주사의 말사이다. 1983년 9월 19일 경기도의 문화재자료 제24호로 지정되었다.

## 개요
경기도 칠현산(七賢山)에 있는 칠장사는 세운 시기를 정확히 알 수 없으나 10세기경에도 절이 있었던 것으로 추정한다. 고려 현종 5년(1014)에는 혜소국사가 왕명으로 넓혀 세웠는데 ‘칠장사’와 ‘칠현산’이라는 이름도 국사가 이곳에 머물면서 7명의 악인을 교화하여 선하게 만들었다는 설화에서 유래하였다.
특히 조선시대에는 인조 원년(1623)에 인목대비가 아버지 김제남과 아들 영창대군의 명복을 비는 절로 삼아서 크게 된 곳이기도 하다. 이후 세도가들이 이곳을 장지(葬地)로 쓰기 위해 불태운 것을 초견대사가 다시 세웠으나 숙종 20년(1694) 세도가들이 또 다시 절을 불태웠다. 숙종30년(1704)에 대법당과 대청루를 고쳐 짓고 영조 원년(1725)에 선지대사가 원통전을 세웠다.
현재 경내에는 대웅전과 원통전을 비롯한 12동의 건물과 혜소국사탑과 탑비, 철제당간 등의 유물이 남아 있다.
2023년 화재로 자승 스님이 입적했다.

## 현지 안내문
7세기 중엽 신라 선덕여왕(532~647) 대에 자장율사가 창건하였다고 전해진다. 고려 현종 5년(1014년)에는 해소국사가 왕명으로 중창하였고 칠장사와 칠현산이란 이름은 해소국사가 이곳에 머물면서 7명의 악인을 교화하여 현인으로 만들었다는 설화에서 유래되었다고 한다.
고려 우왕 9년(1383년)에는 왜구의 침입으로 충주 개천사에 있던 고려의 역조실록을 이곳으로 옮겼을 정도로 당시 교계에서는 중요한 역할을 차지하였다. 인조 원년(1623년)에는 인목대비가 아들 영창대군과 아버지 김제남을 위한 원찰로 삼아 크게 중수하였다. 현종 15년(1674년), 숙종 30년(1704년), 영조 원조(1725년), 고종 15년(1878년) 등 수차례 중건을 하였으며 1970년대 이후 지속적인 수리를 통해 지금의 가람을 이루고 있다.
현재 경내에는 대웅전과 원통전을 비롯한 15동의 건물과 석탑, 동종 등이 있으며, 국보 제296호 칠장사 오불회괘불탱을 비롯하여 혜소국사비, 철제당간 등 많은 지정 문화재가 있다. 또한 오랜 역사와 함께 칠장사에는 여러 구전이 내려오는데, 궁예가 10세까지 활쏘기를 하며 유년기를 보냈다는 활터가 남아 있으며 의적 임꺽정이 갖바치스님 병해대사에게 바친 꺽정불 이야기, 암행어사 박문수가 과거시험을 보기 전에 나한전에서 기도를 드리고 잠이 들었는데 꿈에 나타난 나한님이 과거시험 구절을 가르쳐주어 장원급제했다는 설화가 내려오고 있다.

## 전설
고려 시대에 칠장사에 혜소 국사가 머물러 있었는데 인근에 일곱 명의 도적이 살고 있었다. 어느 날 이 도적들이 칠장사 근처에서 쉬다가 한 명이 목이 말라 절 근처 샘물에서 물을 마시려고 하였다. 그런데 물바가지가 금으로 만들어져 있어 그것을 숨겼고 다른 도적들도 모두 그렇게 했다. 그런데 도적들이 집에 오자 바가지가 없어져 있었다. 도적들은 칠장사에 머무르는 혜소 국사의 신통력이라고 생각하고 혜소국사에게 찾아가 모든 것을 자백한 뒤 착한 사람이 되었다고 한다. 이때부터 절 뒷산을 칠현산이라 불렀고, 이 절을 칠장사라 불렀다고 한다.

## 소장 문화재

### 국보
- 안성 칠장사 오불회괘불탱 (국보 제296호)

### 보물
- 안성 칠장사 혜소국사비 (보물 제488호)
- 인목왕후 어필 칠언시 (보물 제627호)
- 안성 봉업사지 석조여래입상 (보물 제983호)
- 안성 칠장사 삼불회괘불탱 (보물 제1256호)
- 안성 칠장사 대웅전 (보물 제2036호)

### 경기도 유형문화재
- 안성 칠장사 당간 (경기도 유형문화재 제39호)
- 안성 칠장사 소조사천왕상 (경기도 유형문화재 제115호)
- 안성 칠장사 대웅전 목조석가삼존불좌상 (경기도 유형문화재 제213호)
- 안성 칠장사 목조지장삼존상과 시왕상 일괄 (경기도 유형문화재 제227호)
- 안성 칠장사 범종 (경기도 유형문화재 제238호)
- 안성 칠장사 대웅전영산회상도 (경기도 유형문화재 제239호)

## 참고 자료
- 칠장사 - 국가유산청 국가유산포털